# Eremo di Santa Maria a Cetrella
L'eremo di Santa Maria a Cetrella è una chiesa di Anacapri, situata sul monte Solaro, in una località denominata Cetrella, probabilmente così chiamata in quanto in zona cresce un'erba dal caratteristico odore di limone.

## Storia
Secondo l'archeologo Amedeo Maiuri, la costruzione dell'eremo risale al XV secolo, in una zona dove precedentemente sorgeva un tempio dedicato a Venere: la struttura venne quindi abitata da eremiti appartenente sia all'ordine dei francescani che dei domenicani ed era oggetto di numerosi pellegrinaggi, soprattutto da parte di pescatori, che si recavano a rendere omaggio alla statua della Madonna, prima di partire per le battute per la raccolta di corallo. Una prima ristrutturazione del complesso si ebbe nel 1504, così come testimoniato da un documento di Alfariello Farace, mentre altri importi lavori si ebbero tra il 1614 ed il 1619, periodo in cui venne istituita la parrocchia di Santa Sofia, che videro l'aggiunto della sagrestia. L'ultimo eremita, abitò l'eremo dal 1870 al 1890; nel 1971 la prefettura di Napoli, affidò il complesso alla famiglia Vacca.

## Struttura
L'eremo si trova in posizione panoramica sul monte Solaro, ad un'altitudine di cinquecento metri e si affaccia a strapiombo su Marina Piccola: la chiesa, che rappresenta una delle principali testimonianze tardo gotiche dell'isola di Capri, ha un ingresso caratterizzato da un protiro dalla forma ogivale, decorato nella lunetta con una maiolica raffigurante la Vergine, opera donata nel 1983 dal ceramista caprese Domenico Gentile. L'interno è a pianta rettangolare, diviso in due navate, sovrastate da quattro volte a crociera, i cui costoloni terminano su un pilastro centrale e all'interno delle mura perimetrali mediante paraste: le crociere delle singole navate sono inoltre unite tra di loro tramite degli archi ogivali, caratteristica tipica dell'architettura caprese, presente anche nella certosa di San Giacomo. Al termine delle due navate sono posti gli altari: quello di destra, corrispondente alla navata che da l'ingresso alla chiesa, è caratterizzato dalla presenza della statua della Vergine con il Bambino, opera del XVII secolo, realizzata in cartapesta, sughero e gesso; la zona dell'altare destro si completa con una colonna di curvilinea di fondo, simile ad un'abside ed una cupola, poggiante su un grosso tamburo. L'altare della navata di sinistra è invece impreziosito con una tala rappresentante San Domenico.
Il complesso dell'eremo si completa con un'ampia sacrestia, del XVII secolo, con volta a padiglione, il campanile a pianta quadrata, un piccolo orto, una terrazza con pergolato di glicine ed una serie di ambienti utilizzati dai monaci, come cucina, refettorio e quattro celle.